# Cmentarz wojenny nr 55 – Gładyszów
Cmentarz wojenny nr 55 – Gładyszów – cmentarz z I wojny światowej znajdujący się we wsi Gładyszów w powiecie gorlickim, w gminie Uście Gorlickie, zaprojektowany przez Dušana Jurkoviča. Jeden z ponad 400 zachodniogalicyjskich cmentarzy wojennych zbudowanych przez Oddział Grobów Wojennych C. i K. Komendantury Wojskowej w Krakowie. Należy do I Okręgu Cmentarnego Nowy Żmigród.

## Opis
Obiekt znajduje się przy drodze wojewódzkiej  Gorlice – Konieczna około kilometra od zabudowań wsi Gładyszów. Na planie prostokąta o ściętych narożach zajmuje powierzchnię około 357 m². Otoczony drewnianym ogrodzeniem z nakrytą gontowym daszkiem bramą wejściową. Na osi kompozycyjnej smukła wysoka (12 m) drewniana wieża pomnikowa, 3-kondygnacyjna, zwieńczona krzyżem z półkolistym nakryciem blaszanym. Na kamiennym ośmiobocznym cokole wieży znajdują się oryginalne kamienne tablice z zacierającym się napisem:
„Śmierć żołnierska jest święta
I wszelki nakaz nienawiści maże.
Czy bratem był, czy też wrogiem,
Niech nikt nie pamięta,
Jednaką cześć i miłość
Winniśmy im w darze”.
Pierwotnie cmentarz znajdował się na skraju lasu, obecnie jego bezpośrednie sąsiedztwo jak i teren samego cmentarza zarośnięty jest młodymi drzewami oraz jeżynami.
Na cmentarzu pochowano 104 żołnierzy w 4 mogiłach zbiorowych i 10 pojedynczych grobach, poległych w grudniu 1914 i lutym oraz maju 1915 roku:
- 92 Rosjan,
- 12 Austriaków m.in. z 90 IR, 25 LIR, 25 LIR, 2 Pułku Ułanów, 28 Pułku Artylerii Polowej.

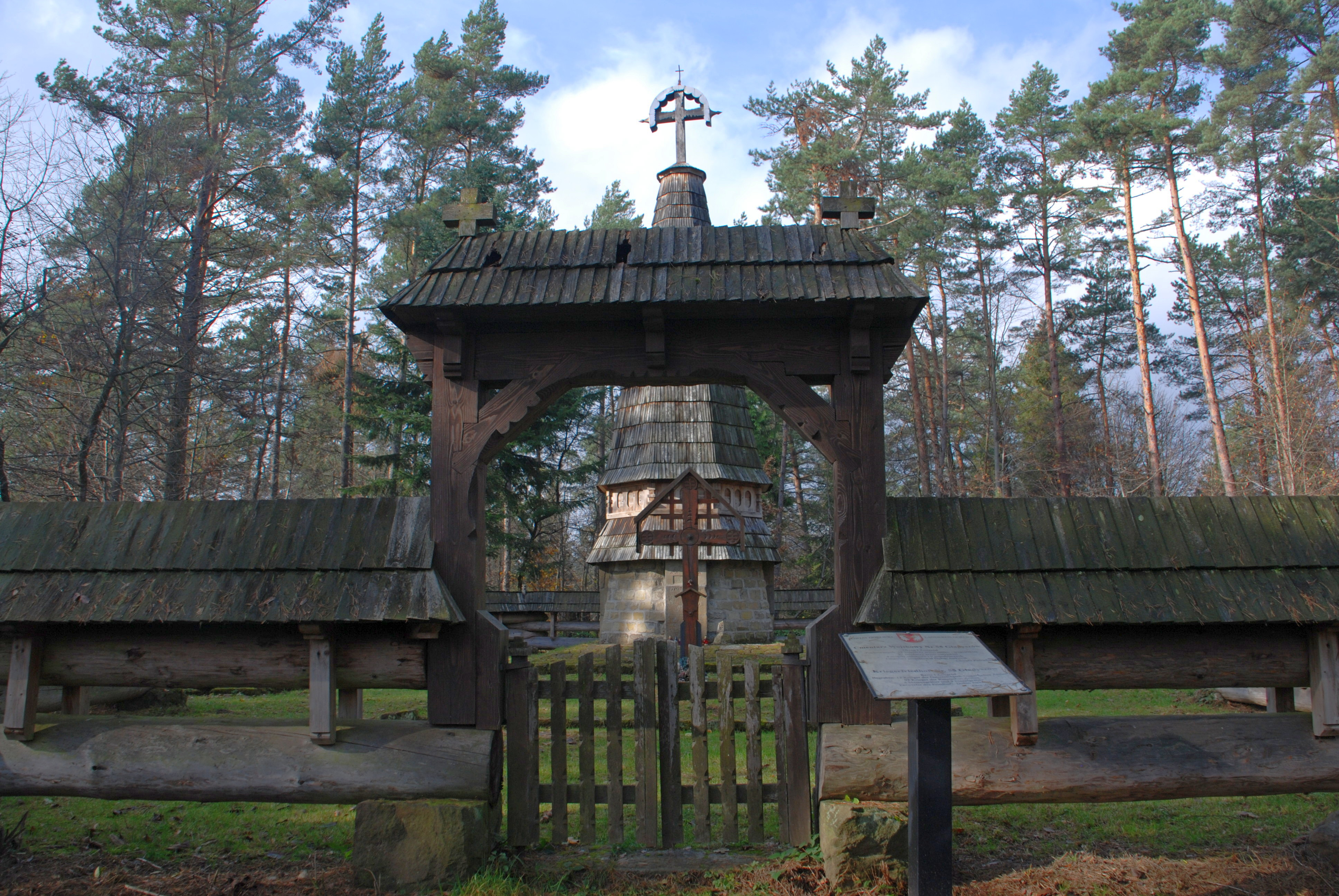
Wejście
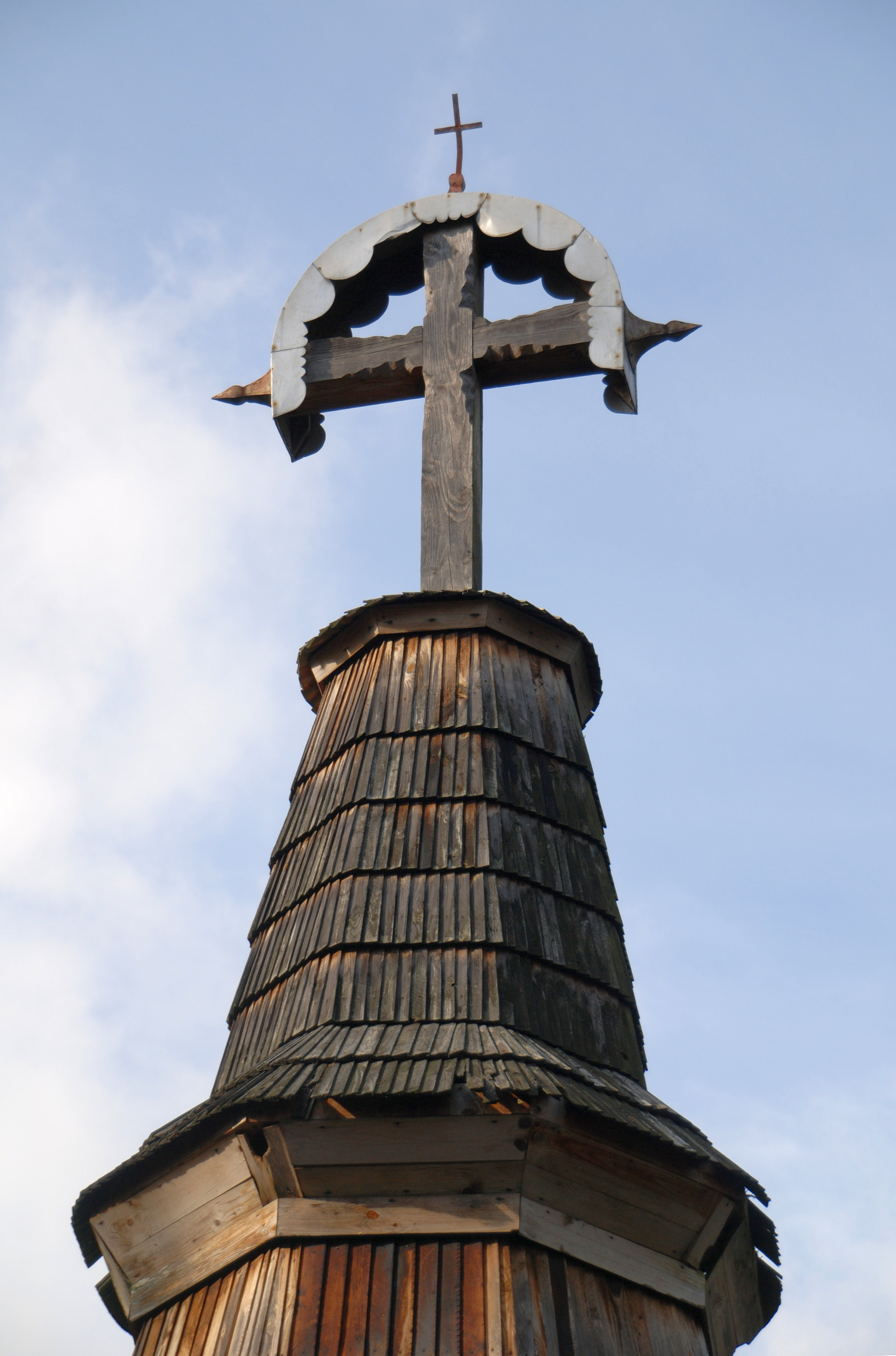
Pomnik centralny
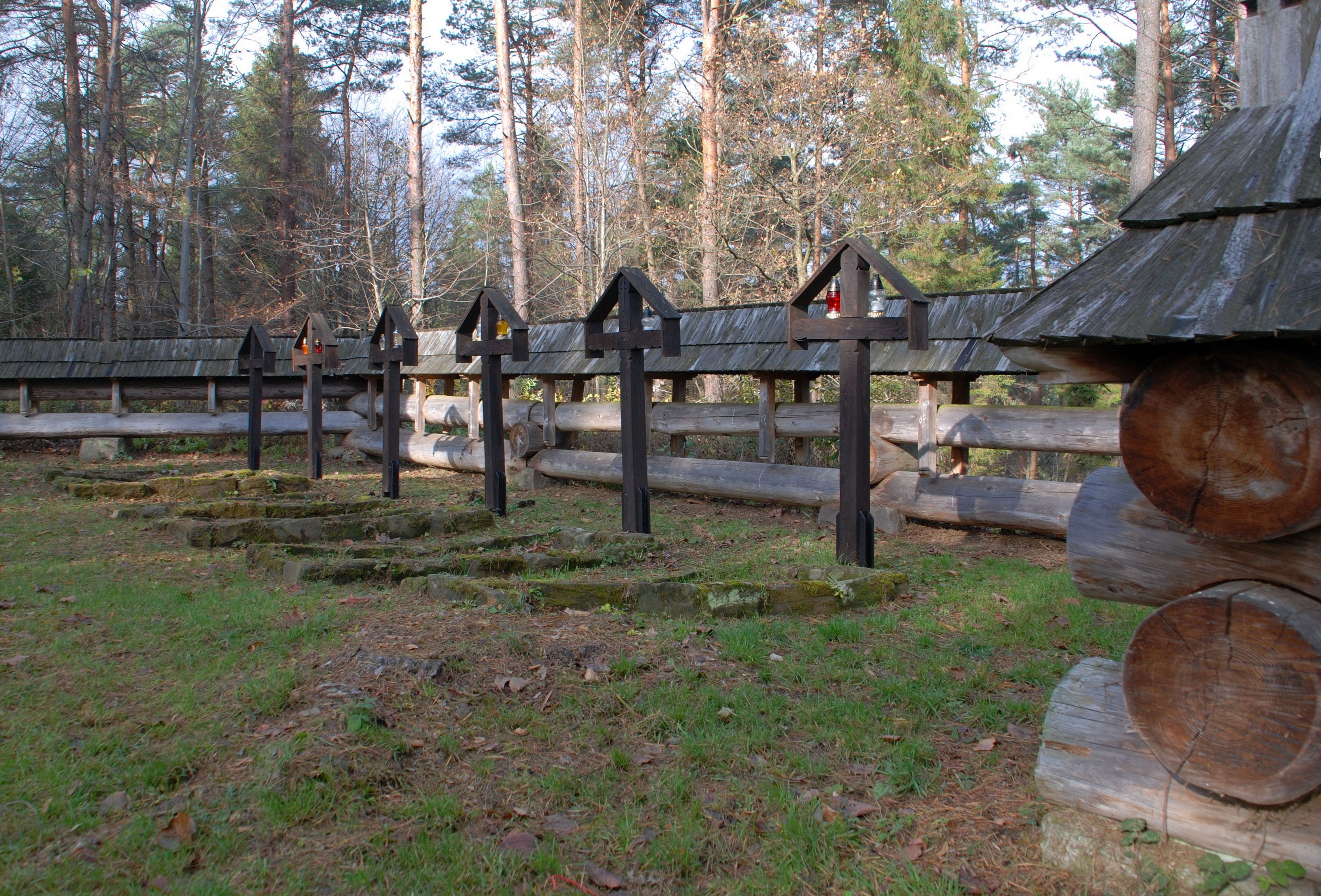
Fragment cmentarza